# Lithacodia blandula
Lithacodia blandula là một loài bướm đêm trong họ Noctuidae.